# Slaveri i forntidens Egypten

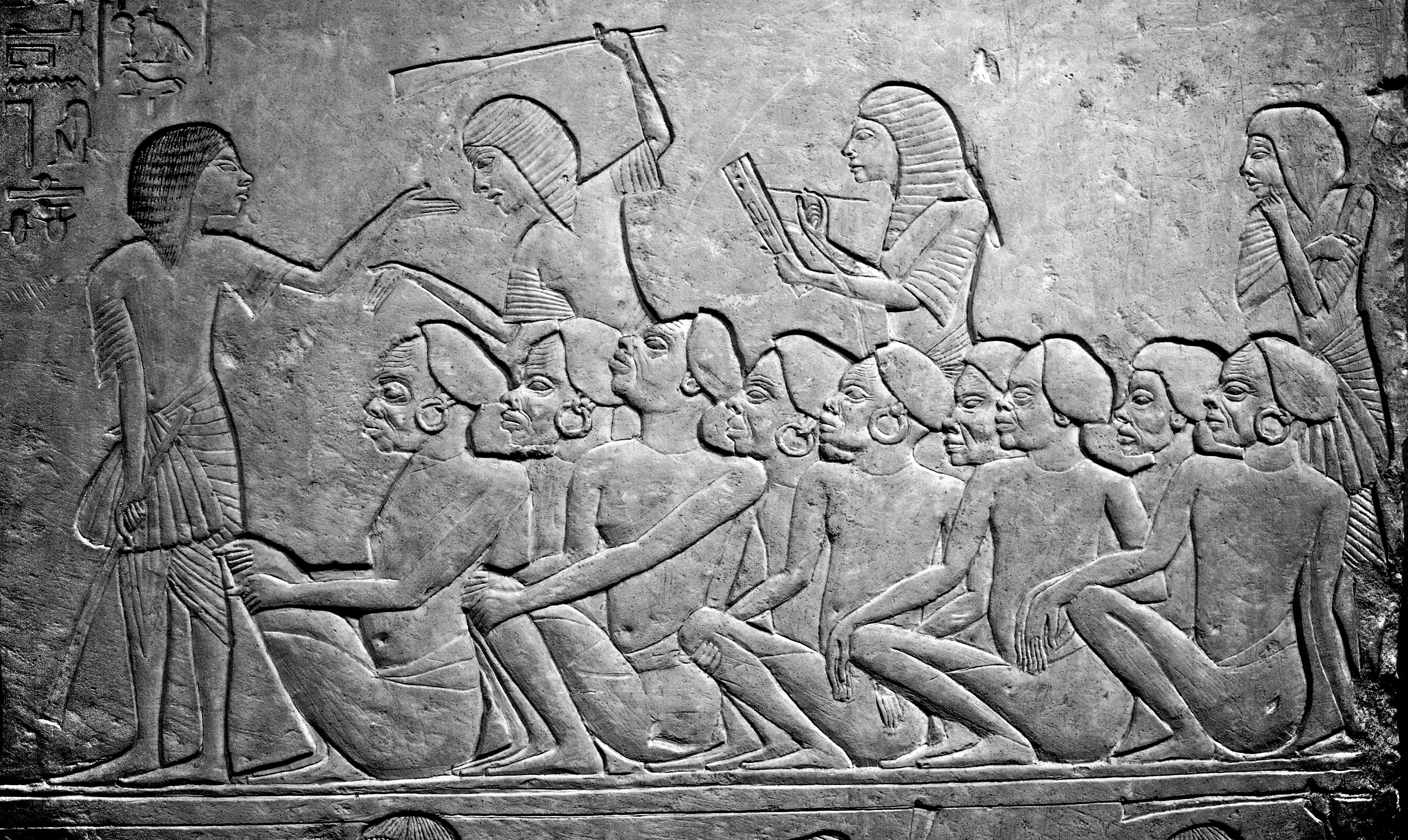
Slavmarknad, med nubiska slavar som väntar på att bli sålda.

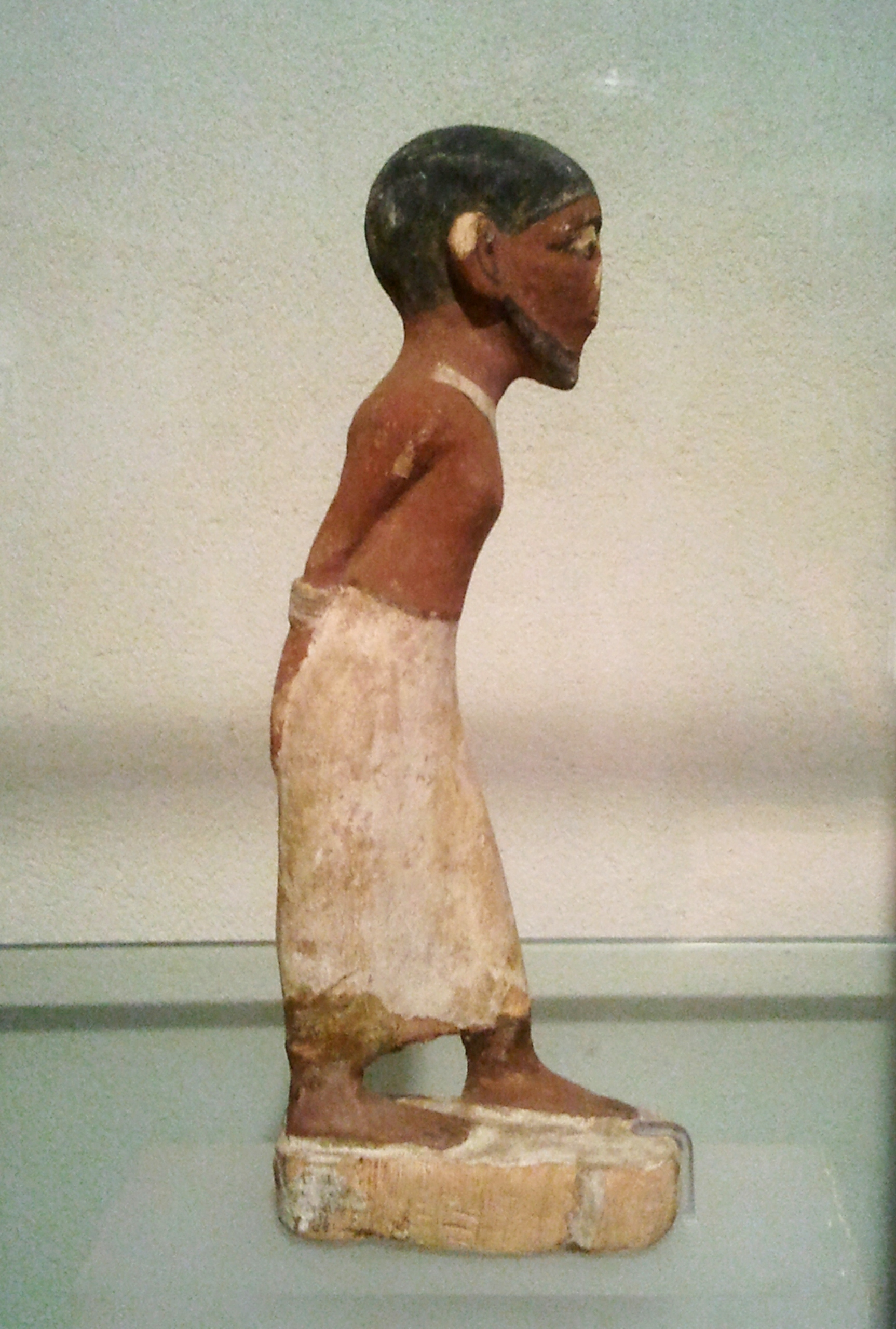
Figurin från Egypten, av en semitisk slav.

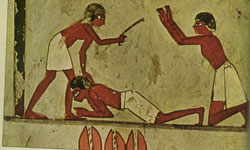
Prygling av slav[ar].

Slaveri i Egypten har förekommit under olika former sedan åtminstone Gamla riket cirka 2500 f.Kr. fram till 1900-talet. Det forntida Egypten omfattade flera olika typer av slaveri. 
Egypten blev senare en del av Romarriket och Bysantinska riket och lagarna anpassade sig då efter lagarna för slaveri i Romerska riket respektive slaveri i Bysantinska riket. Under 600-talet hamnade Egypten under islamiskt styre och slaveri i Egypten anpassades sedan efter islamiska regler och lagar. 

## Historik
Det fanns flera olika kategorier av slaveri i det forntida Egypten. Det råder en viss oklarhet kring hur de olika kategorierna definierades, och hur de överensstämde med den moderna definitionen av slaveri. Slaveri förekom under hela det forntida Egyptens kända historia, men Egypten var inget utpräglat slavsamhälle: Egyptens ekonomi vilade på de fria böndernas arbete, inte på slavarbete, och slavar spelade ingen större roll i Egypten förrän under den grekisk-romerska tidsepoken. 
Pyramiderna uppfördes inte av slavar utan av fria arbetare. Historien i bibeln om israeliternas slaveri i Egypten är mytologi och inte byggd på historisk fakta.

### Rent slaveri
Krigsfångar var enligt dåtida sed legitima att ta som slavar. Detta inkluderade både stridförande soldater som civila i städer som erövrats. Sådana krigsfångar betraktades automatiskt som kunglig egendom, och kunde på faraos önskan ges som gåvor till tempel eller enskilda medborgare, omlokaliseras som statliga tvångsarbetare till kolonier eller kategoriseras som krigsbyte till enskilda soldater. 
Utöver krigsfångar kunde vissa brottslingar dömdas till slaveri. Det fanns också personer som föddes till slaveri i egenskap av barn till en förslavad mor. 

### Kontraktsslaveri
Det förekom att fria medborgare som inte kunde betala sina skulder sålde sig till slaveri, vilket i vissa fall kunde innebära att även personens make/maka och barn blev slavar och dennas egendom automatiskt övergick i ägarens ägo, vilket gjorde att skulden raderades. Utfattiga bönder kunde också sälja sig till slaveri för mat och husrum. 
Det förekom också att slavar köptes i utländska slavmarknader och sedan fördes till Egypten som slavar. 

### Shabti
Den specifika typ av slaveri kallad shabti är svårdefinierad. Det tycks ha stått för en utlänning som frivilligt sålde sig själv i slaveri för att komma in i Egypten och garanteras en plats i eftervärlden. Det spekuleras i att dessa slavar fick betald lön som om de var fria arbetare.

### Tvångsarbete
Den egyptiska staten hade rätt att skriva ut fria medborgare till tvångsarbete som en form av beskattning. Dessa tvingades arbete för staten i till exempel militära expeditioner, gruvarbete eller byggnadsarbete så som vid uppförandet av pyramiderna. Dessa personer mottog en viss lön och kunde inte köpas och säljas som vanliga slavar, men tvingades arbeta med tvång. 

### Slavägare
Slavägaren hade rätt att tvinga sin slav att lära sig ett yrke och sedan utföra det och ge förtjänsten till sin ägare. Det fanns dock restriktioner för slavägaren, som till exempel inte fick tvinga en barnslav till hårt arbete.